# Rico Lewis
Rico Mark Lewis (Manchester, 21 novembre 2004) è un calciatore inglese, difensore del Manchester City e della nazionale inglese.

## Biografia
Il padre Rick è stato due volte campione britannico di muay thai.

## Caratteristiche tecniche
Terzino destro molto veloce, abile tecnicamente e negli inserimenti offensivi, per le sue caratteristiche è stato paragonato a João Cancelo.

## Carriera

### Club
Cresciuto nel settore giovanile del Manchester City, squadra per il quale ha sempre fatto il tifo, ha esordito tra i professionisti il 13 agosto 2022, nella partita di campionato vinta per 4-0 contro il Bournemouth.
Il 2 novembre seguente segna la prima rete tra i professionisti, in occasione dell'incontro di Champions League vinto per 3-1 contro il Siviglia, diventando così il più giovane marcatore della storia della competizione nella prima presenza da titolare.
Il 15 Agosto 2023 ha firmato il rinnovo di contratto con il Manchester City fino al 30 Giugno 2028.

### Nazionale
Il 13 novembre 2023 viene convocato per la prima volta in nazionale maggiore, con cui esordisce 7 giorni dopo nel pareggio in casa della Macedonia del Nord (1-1).

## Statistiche

### Presenze e reti nei club
Statistiche aggiornate al 18 agosto 2024.
| Stagione        | Squadra         | Campionato      | Campionato | Campionato | Coppe nazionali | Coppe nazionali | Coppe nazionali | Coppe continentali | Coppe continentali | Coppe continentali | Altre coppe | Altre coppe | Altre coppe | Totale | Totale |
| Stagione        | Squadra         | Comp            | Pres       | Reti       | Comp            | Pres            | Reti            | Comp               | Pres               | Reti               | Comp        | Pres        | Reti        | Pres   | Reti   |
| --------------- | --------------- | --------------- | ---------- | ---------- | --------------- | --------------- | --------------- | ------------------ | ------------------ | ------------------ | ----------- | ----------- | ----------- | ------ | ------ |
| 2022-2023       | Manchester City | PL              | 14         | 0          | FACup+CdL       | 5+2             | 0               | UCL                | 2                  | 1                  | CS          | -           | -           | 23     | 1      |
| 2023-2024       | Manchester City | PL              | 16         | 2          | FACup+CdL       | 2+1             | 0               | UCL                | 7                  | 0                  | CS+SU+Cmc   | 0+0+1       | 0           | 27     | 2      |
| 2024-2025       | Manchester City | PL              | 18         | 1          | FACup+CdL       | 1+2             | 1               | UCL                | 6                  | 0                  | CS+Cmc      | 1+0         | 0           | 28     | 2      |
| Totale carriera | Totale carriera | Totale carriera | 48         | 3          |                 | 13              | 1               |                    | 15                 | 1                  |             | 2           | 0           | 78     | 5      |

### Cronologia presenze e reti in nazionale
| Cronologia completa delle presenze e delle reti in nazionale ― Inghilterra | Cronologia completa delle presenze e delle reti in nazionale ― Inghilterra | Cronologia completa delle presenze e delle reti in nazionale ― Inghilterra | Cronologia completa delle presenze e delle reti in nazionale ― Inghilterra | Cronologia completa delle presenze e delle reti in nazionale ― Inghilterra | Cronologia completa delle presenze e delle reti in nazionale ― Inghilterra | Cronologia completa delle presenze e delle reti in nazionale ― Inghilterra | Cronologia completa delle presenze e delle reti in nazionale ― Inghilterra |
| Data                                                                       | Città                                                                      | In casa                                                                    | Risultato                                                                  | Ospiti                                                                     | Competizione                                                               | Reti                                                                       | Note                                                                       |
| -------------------------------------------------------------------------- | -------------------------------------------------------------------------- | -------------------------------------------------------------------------- | -------------------------------------------------------------------------- | -------------------------------------------------------------------------- | -------------------------------------------------------------------------- | -------------------------------------------------------------------------- | -------------------------------------------------------------------------- |
| 20-11-2023                                                                 | Skopje                                                                     | Macedonia del Nord                                                         | 1 – 1                                                                      | Inghilterra                                                                | Qual. Euro 2024                                                            | -                                                                          | 40’                                                                        |
| 10-9-2024                                                                  | Londra                                                                     | Inghilterra                                                                | 2 – 0                                                                      | Finlandia                                                                  | UEFA Nations League 2024-2025 - 1º turno                                   | -                                                                          |                                                                            |
| 10-10-2024                                                                 | Londra                                                                     | Inghilterra                                                                | 1 – 2                                                                      | Grecia                                                                     | UEFA Nations League 2024-2025 - 1º turno                                   | -                                                                          |                                                                            |
| 13-10-2024                                                                 | Helsinki                                                                   | Finlandia                                                                  | 1 – 3                                                                      | Inghilterra                                                                | UEFA Nations League 2024-2025 - 1º turno                                   | -                                                                          | 80’                                                                        |
| 14-11-2024                                                                 | Amarousio                                                                  | Grecia                                                                     | 0 – 3                                                                      | Inghilterra                                                                | UEFA Nations League 2024-2025 - 1º turno                                   | -                                                                          |                                                                            |
| Totale                                                                     |                                                                            | Presenze                                                                   | 5                                                                          |                                                                            | Reti                                                                       | 0                                                                          |                                                                            |

## Palmarès

### Club

#### Competizioni nazionali
- Campionato inglese: 2

Manchester City: 2022-2023, 2023-2024
- Coppa d'Inghilterra: 1

Manchester City: 2022-2023
- Community Shield: 1

Manchester City: 2024

#### Competizioni internazionali
- UEFA Champions League: 1

Manchester City: 2022-2023
- Supercoppa UEFA: 1

Manchester City: 2023
- Coppa del mondo per club: 1

Manchester City: 2023